# Александар Вуд
Александар "Алек" Вуд (12. јун 1907 —  20. јул 1987) био јешкотско-амерички фудбалер, одбрамбени играч. Вуд је започео своју клупску каријеру у Сједињеним Државама, пре него што се почетком 1930-их преселио у Енглеску. Играо је све три утакмице са америчким тимом на ФИФА светском првенству 1930. године. Члан је Националне фудбалске куће славних.

## Младост
Вудови родитељи преселили су породицу у Сједињене Државе 1921. године када је Вуду било четрнаест година. Његова породица се настанила у Герију у држави Индијана, где је похађао средњу школу Емерсон и годину дана касније стекао америчко држављанство. Такође је радио у локалној компанији Union Drawn Steel.

## Клупска каријера
Вуд је започео своју клупску каријеру са Чикашким клубом Bricklayers and Masons. 1928. године, Bricklayers-и су прошли у финале Националног купа које су изгубили од New York Nationals-а. Потом се преселио у ФК Holley Carburetor. 1930. године Вуд је професионално играо са Brooklyn Wanderers-има из Америчке фудбалске лиге. Пропали су 1931. године, а у Вудовој каријери је настао прекид од две године. Године 1933. Вуд се преселио у Енглеску да игра за ФК Лестер Сити. 1936. пребацио се у ФК Нотингем Форест пре него што се 1937. придружио ФК Colchester United. 1938. прешао је у Chelmsford City из Јужне лиге пре него што се повукао 1939. и вратио у Сједињене Државе.

## Национални тим

### Младост у Шкотској
1921. године Вуд је играо једном за Шкотску у јуниорском тиму против Велса пре него што се преселио у Сједињене Државе.

### САД сениор
Вуд је 1930. године играо четири утакмице са америчком репрезентацијом. Три утакмице су биле на Светском првенству 1930. године. На том првенству САД су победиле у прве две утакмице, Белгију и Парагвај са резултатом 3:0 у свакој утакмици, у полуфиналу су изгубиле од Аргентине 6:1. После првенства, тим САД-а је играо са Бразилом 17. августа 1930, пре него што су се вратили у САД. То је била Вудова последња утакмица са репрезентацијом.

## Пост-фудбалска каријера
Након што се повукао из професионалног фудбала, Вуд се вратио у Гери, Индијана, где је радио за корпорацију U.S. Steel. Пензионисао се 1970. а примљен је у Националну фудбалску кућу славних 1986. године.

## Титуле и награде

### Клуб
Colchester United 
- Победник Јужне фудбалске лиге (1): 1938–39